# García de Alvarado
 García de Alvarado (Badajoz, España, ? – Cuzco, 1542) fue un militar español que luchó durante la guerra civil entre los conquistadores del Perú. Fue uno de los principales oficiales del bando almagrista, al servicio de Diego de Almagro el Mozo.Miembro de la Familia Alvarado. Hermano menor del adelantado Pedro de Alvarado y pariente lejano del mariscal Alonso de Alvarado Muy joven aun cuando inició la «carrera de Indias», era de temperamento muy inquieto y bullicioso.  Tuvo fama de no cansarse nunca, por lo que jamás se quitaba las armas. Terminó sus días asesinado por el mismo Almagro el Mozo, por sospecha de traición. Antepasado directo del Presidente de Chile , Carlos Ibáñez del Campo.

## Primeras menciones en las crónicas
Hijo de don Miguel Alonso de Alvarado y Cervantes y doña Beatriz Tordolla Bazán, fue hermano de Diego de Alvarado y sobrino de los primos hermanos del adelantado Pedro de Alvarado. Posiblemente llegó al Perú en 1537. Se afirma que peleó en la batalla de las Salinas (6 de abril de 1538), militando en el bando almagrista. Lo cierto es que en vísperas del asesinato del marqués gobernador Francisco Pizarro, se le vio recorrer las calles de Lima con un grupo de soldados, haciendo vistas sospechosas. El día del asesinato de Pizarro escoltó montado a caballo a los conjurados almagristas por la Plaza de Armas hasta Palacio, quedando afuera, con la consigna de intervenir al menor pedido de ayuda.

## Al servicio de Almagro el Mozo
Muerto Pizarro, los almagristas nombraron a Diego de Almagro el Mozo como gobernador del Perú (1541).  de  integró con Juan de Rada y Francisco de Chaves el almagrista una junta, en la que se acordó prender a los principales vecinos de Lima para quitarles las armas y arrebatarles sus bienes. Partió luego hacia Trujillo para proclamar allá a Almagro el Mozo como Gobernador del Perú, pero ya en camino se encontró con Luis  de San Mamés quien lo convenció de volver a Lima, asegurándole que ya Trujillo se había plegado a la causa almagrista. 
De todos modos, Almagro el Mozo le volvió a mandar hacia el norte, embarcado en un galeón con 150 jinetes y 20 arcabuceros. Llegó a Santa (en la costa de la actual Ancash), bajó a tierra y prendió a Alonso de Cabrera y a otros cuatro leales del rey o realistas, a todos los cuales llevó consigo a Trujillo. Allí confiscó todos los bienes que pudo, apresó a otros realistas y los envió por mar a Lima. Continuando su recorrido al norte, dejó en Jayanca sus fuerzas y se adelantó con solo 20 jinetes a San Miguel de Piura, donde repitió lo hecho en Trujillo y mató a algunos prominentes vecinos. En camino de regreso para reunirse al grueso de sus tropas, se enteró de que su pariente Alonso de  se había alzado por el rey. Ya en Trujillo confirmó dicha información, con la novedad de que un criado de Alonso se había llevado sus mejoras tropas. Furioso, pasó a Huaylas donde dio tormento a los curacas para que le dieran oro para el pago de su tropa.

## Rivalidad con Cristóbal de Sotelo
Llegó a finalmente a Lima, con un cuantioso botín, recibiendo las felicitaciones de Almagro. Pero mientras Juan de Rada era nombrado Capitán General, él solo obtuvo el rango de capitán de caballería. 
Estando ya por arribar el visitador Cristóbal Vaca de Castro a la cabeza de los realistas (o partidarios del Rey), el ejército almagrista marchó hacia la sierra, rumbo al Cuzco, para contener a Perálvarez, que se había sublevado alzando la bandera del Rey. En Huarochirí enfermó Rada, quien recomendó a Almagro que eligiera en su reemplazo a Cristóbal de Sotelo y a  de  como Capitanes Generales. Grave error, puesto que Sotelo y  eran como el agua y el aceite. Sotelo era justo y con una gran moral y  era díscolo y rebelde.
En Jauja renunció Sotelo a su cargo, de modo que  de  quedó como único Capitán General. Almagro lo envió en búsqueda de Perálvarez, que ya bajaba a la costa para unirse con Alonso de . Pero  fracasó en la misión, al escabullírsele dicho jefe realista. Almagro lo destituyó entonces, proclamándose él mismo como único Capitán General, y nombrando a la vez como maese de campo a Cristóbal de Sotelo. Quedó dolido  y aún más cuando no se le dejó bajar a Lima a traer hierro, ya que Sotelo le comentó a Almagro el Mozo que  no sabe comportarse y dejarlo ir no provocaría sino desmanes. Empezó entonces a frecuentar con los adversarios de Sotelo. 
El ejército almagrista prosiguió la marcha, llegando a Huamanga, donde fabricaron cañones. Continuaron luego hacia el sur, pero antes de llegar al Cuzco, Almagro envió a  de  hacia Arequipa, para que consiguiera más armas y caballos. Bajó entonces  por Lunahuaná, cometiendo una serie de tropelías en los pueblos a su paso, sin respetar a las iglesias. En Arequipa desató también su furia depredadora. Luego volvió sus pasos y prosiguió hacia el Cuzco.

## Asesinato de Cristóbal de Sotelo
Reunido con el resto del ejército almagrista en el Cuzco,  de  Alvarado llegó justo en el momento en que Almagro sentenciaba a muerte a los Machines (dos soldados que habían asesinado a otro para robarle), por quienes intercedió. No se le hizo caso y esto le produjo más resentimiento contra Almagro, determinándose al mismo tiempo vengarse de Cristóbal de Sotelo, quien había dicho públicamente que los  poco o nada valían para él.
Aprovechando que Sotelo estaba enfermo en cama,  de  Alvarado le fue a pedir explicaciones y exigir una satisfacción, trabándose entre ambos una discusión, lo que llevó a Sotelo a levantarse de la cama para empuñar su arma. Ambos se dieron de  estocadas hasta que finalmente Juan  de Guadalcanal, amigo de , mató a Sotelo.
Este crimen causó conmoción entre los almagristas. Asustado por la reacción de los amigos de Sotelo,  de Alvarado, junto con sus partidarios, se atrincheró en su morada. Pero al calmarse la situación, Almagro hizo las paces con él, nombrándolo Capitán General y Teniente Gobernador, cargos que apetecía y con los que se envaneció aún más. Sin embargo, no le dio la potestad de nombrar capitanes. Esto último desagradó sobremanera a Alvarado.

## Planes de traición
Algunos soldados aconsejaron a  de Alvarado que se rebelara y tomara el mando del ejército almagrista para así comandar él mismo la guerra contra los realistas. Sin embargo, García de Alvarado, que no era torpe, pensó en otra salida: matar a Almagro, entregar su ejército a Vaca de Castro, reconociendo a éste como Gobernador nombrado por el rey, para enseguida pedirle su autorización para marchar al frente de una expedición hacia una provincia ignota, pero que tenía fama de ser pletórica en riquezas.

## Su muerte
Planeó pues  de  Alvarado asesinar a Almagro el Mozo, para lo cual organizó un banquete en el Cuzco, invitando a su jefe a asistir. Llegado el día, Almagro no asistió, por fingirse enfermo; en realidad, sospechando la traición de su subordinado, preparó a su vez una emboscada, reuniendo en torno suyo a varios de sus oficiales y soldados, entre ellos a los amigos de Sotelo, quienes deseaban venganza. De Alvarado Mordió el anzuelo y fue a buscar personalmente a Almagro, para obligarlo a asistir al banquete. Llegado a la casa del caudillo, entró en ella, sin sospechar nada, y la puerta se cerró tras de él. Fue la última vez que lo vieron con vida sus partidarios; después se supo que en el interior lo abrazó fuertemente Juan Balsa, lo que fue aprovechado por el propio Almagro para inferirle una cuchillada en la cabeza, mientras que los demás presentes lo remataban a puñaladas.
Esta muerte causó alboroto entre los soldados de Almagro el Mozo, algunos de los cuales se pasaron al campamento realista de Jauja. Sin embargo, Almagro logró consolidar su mando y comandó a su bien equipado ejército de 500 hombres contra las fuerzas realistas de Vaca de Castro, ante quienes finalmente sucumbió en la sangrienta batalla de Chupas (16 de septiembre de 1542), cerca de Huamanga.